# Mullsnäcka
Mullsnäcka (Cecilioides acicula) är en snäckart som först beskrevs av Otto Friedrich Müller 1774. Enligt Catalogue of Life ingår Mullsnäcka i släktet Cecilioides och familjen Ferrussaciidae, men enligt Dyntaxa är tillhörigheten istället släktet Cecilioides och familjen mullsnäckor. Arten är reproducerande i Sverige. Inga underarter finns listade i Catalogue of Life.